# Przegrupowanie Hofmanna
Przegrupowanie Hofmanna, degradacja Hofmanna – reakcja chemiczna, w której pierwszorzędowe amidy ulegają przekształceniu do pierwszorzędowych amin o łańcuchu węglowym krótszym o jeden atom węgla:
Nazwa reakcji pochodzi od nazwiska jej odkrywcy, Augusta Wilhelma von Hofmanna.

## Mechanizm
Mechanizm reakcji jest podobny do reakcji przegrupowania Curtiusa, z tą różnicą, że w przegrupowaniu Hofmanna izocyjaniany tworzą się z pierwszorzędowych amidów, nie zaś z azydków acylowych.
W reakcji bromu z wodorotlenkiem sodu powstaje in situ podbromin sodu (NaOBr), który przekształca pierwszorzędowy amid w odpowiedni izocyjanian jako produkt pośredni. Izocyjanian jest hydrolizowany do pierwszorzędowej aminy z wydzieleniem ditlenku węgla.

## Odmiany
Brom jest niebezpieczny i przez to niewygodny w użyciu, można go zastąpić kilkoma substancjami. Przegrupowania Hofmanna można dokonać przy pomocy N-bromosukcynoimidu (NBS) i 1,8-diazabicyklo[5.4.0]undek-7-enu (DBU).
Produkt pośredni, izocyjanian, może zostać wyłapywany przez metanol tworząc karbaminian:
W podobny sposób izocyjanian może zostać wyłapany przez tert-butanol tworząc Boc-aminę, tj. aminę podstawioną grupą tert-butoksykarbonylową.
Inną alternatywą dla bromu jest (bis(trifluoroacetoksy)jodo)benzen (CF
3COO)
2I−C
6H
5.